# Haplogruppe C (Y-DNA)

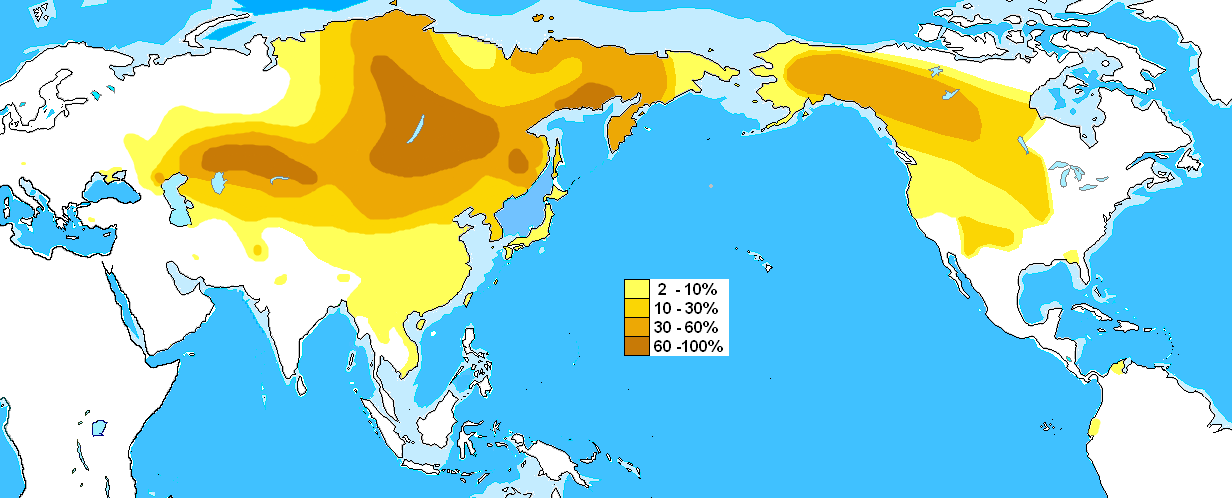
Verbreitung der Nordostasiatischen Haplogruppe C

Haplogruppe C ist in der Humangenetik eine Haplogruppe des Y-Chromosoms.

## Ursprung
Haplogruppe C scheint kurz nach der Mutation M 168 entstanden zu sein, vermutlich 60.000 Jahre vor der Gegenwart. Haplogruppe C kommt in den indigenen Bevölkerungen der Mongolei und des nördlichen China, im Russischen Fernen Osten, in Sibirien, in Ureinwohner Amerikas und auf der Koreanischen Halbinsel vor. Des Weiteren kommt eine weitschichtig verwandte Form in Polynesien und Australien vor. Es wird angenommen, dass die Haplogruppe durch Träger der Altai-Na-Dené-Kultur 6000–8000 Jahre vor der Gegenwart an die nordwestliche Pazifische Küste Amerikas gelangte. Manche haben angenommen, dass die Haplogruppen C und D durch eine kleine Bevölkerungsgruppe nach Ostasien kam, die als erste die Region erfolgreich besiedelte. Allerdings unterscheiden sich die Verbreitungsgebiete der beiden Haplogruppen voneinander und haben variierende Subgruppen, die in großer Zahl bei Vietnamesen, Kasachen, Mongolen, Mandschuren, Koreanern und den indigenen Einwohnern des russischen Fernen Osten auftreten, während D in großer Zahl bei Tibetern, Japanern und Bewohner der Andamanischen Inseln vorkommt und keine Verbreitung in Indien oder bei den Ureinwohnern Amerikas und Ozeaniens fand.
Haplogruppe C ist in Zentralasien und Sibirien sehr verbreitet.

## Untergruppen
Die Untergruppen der Haplogruppe C mit ihrer entscheidenden Mutation nach dem ISOGG-Stammbaum:

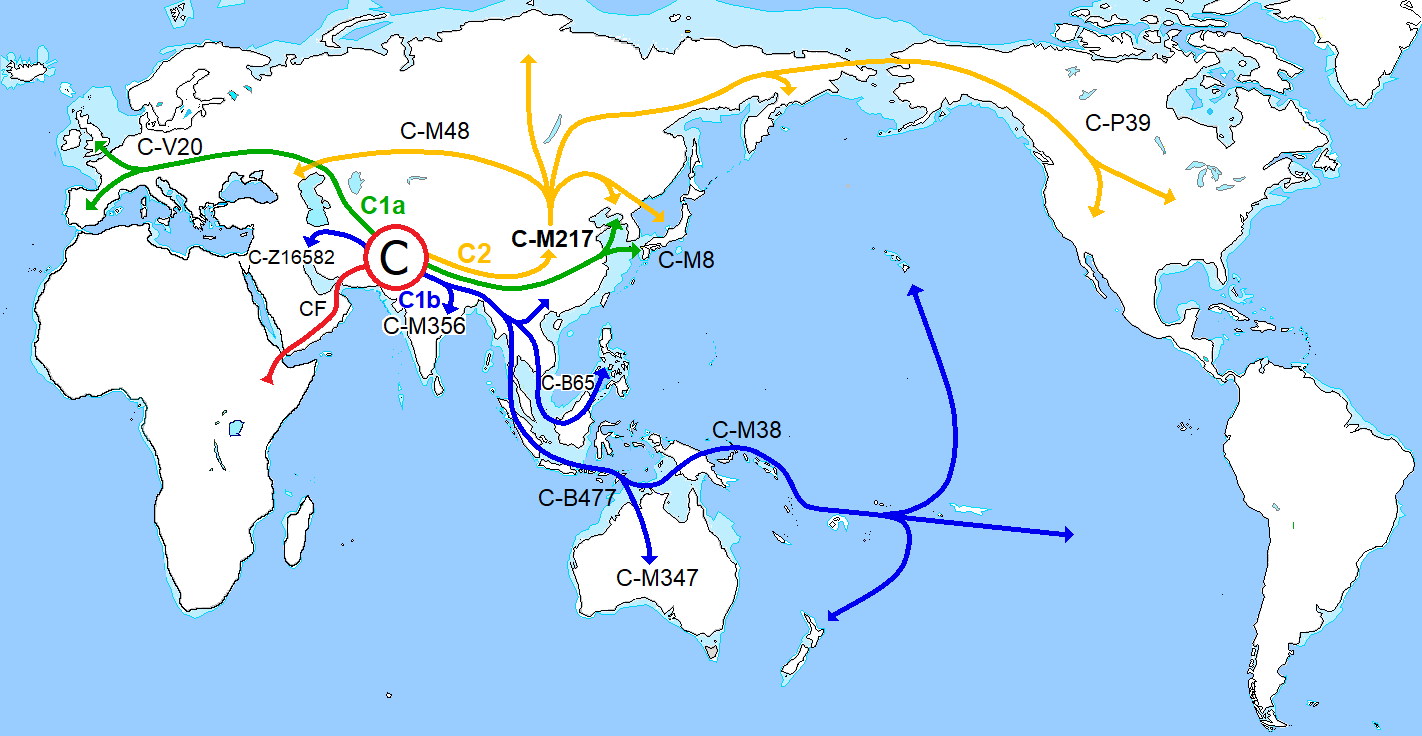

- C (RPS4Y [M130], M216, P184, P255, P260)
  - C* wurde besonders in Südasien und Südostasien gefunden
  - C1 (M8, M105, M131, P122) kommt begrenzt bis gering in Japan vor, wurde auch in mesolithischem Europa nachgewiesen (Fundstelle La-Braña-1)
    - C1*
    - C1a (P121)

  - C2 (M38) Typisch für Polynesier und in Bevölkerungen im Osten Indonesiens und Melanesiens
    - C2*
    - C2a (früher C2b) (M208)
      - C2a*
      - C2a1 (früher C2a) (P33)
      - C2a2 (P54)

  - C3 (M217, P44, PK2) in Zentralasien
    - C3* Typisch für Burjaten, Mongolen, Dauren, Kalmücken, Mandschuren, Xibe, Oroqen, Koryaken, Itelmenen; wird ebenso in bedeutender Zahl bei anderen Tungusischen Völkern, Koreanern, Ainu, Niwchen, Altaiern, Tuwinern, Usbeken und Han[3][4][5][6][7][8]
    - C3a (M93) wurde sporadisch bei Japanern gefunden[9]
    - C3b (P39) Typisch für Na-Dené in Nordamerika
    - C3c (M48, M77, M86) Typisch für Nordtungusische Völker, Kasachen, Oiraten, Kalmücken, Äußere Mongolen, Jukagiren, Niwchen, Koryaken und Itelmenen, mit einer mittleren Verbreitung bei Südtungusischen Völkern, Inneren Mongolen, Burjaten, Tuwinern, Jakuten, Tschuktschen, Kirgisen, Uiguren, Usbeken, Karakalpaken, und Tadschiken[6][10][11]
    - C3d (M407) wurde sporadisch bei Jakuten und Han gefunden[9]
    - C3e (P53.1)
    - C3f (P62)

  - C4 (M347) Typisch für Aborigines
    - C4*
    - C4a (früher C4b) (M210)
    - C4b (früher C4a) (DYS390.1 del)

  - C5 (M356) begrenzt bis gering in Südasien und der Arabischen Halbinsel
    - C5*
    - C5a (P92)

  - C6 (P55)